# Liste des conseillers régionaux de la Loire-Atlantique

## Mandature 2021-2028
| Nom | Nom                    | Parti | Groupe                                                | Autres mandats                          |
| --- | ---------------------- | ----- | ----------------------------------------------------- | --------------------------------------- |
|     | Béatrice Annereau      | DVC   | Républicains, divers droite et société civile         |                                         |
|     | Julien Bainvel         | LR    | Républicains, divers droite et société civile         | Conseiller municipal de Nantes          |
|     | Johann Boblin          | LR    | Républicains, divers droite et société civile         | Maire de La Chevrolière                 |
|     | Jean-Michel Buf        | LC    | Républicains, divers droite et société civile         | Maire de Blain                          |
|     | Laurent Dejoie         | LR    | Républicains, divers droite et société civile         |                                         |
|     | François Guyot         | DVD   | Républicains, divers droite et société civile         |                                         |
|     | Claire Hugues          | LR    | Républicains, divers droite et société civile         | Maire de Pornic                         |
|     | Sandra Impériale       | LR    | Républicains, divers droite et société civile         | Maire de Bouguenais                     |
|     | Anne-Sophie Lamberthon | LC    | Républicains, divers droite et société civile         | Conseillère municipale de Nantes        |
|     | Franck Louvrier        | LR    | Républicains, divers droite et société civile         | Maire de La Baule-Escoublac             |
|     | Séverine Ordronneau    | LC    | Républicains, divers droite et société civile         |                                         |
|     | Nathalie Poirier       | LR    | Républicains, divers droite et société civile         |                                         |
|     | Andréa Porcher         | LR    | Républicains, divers droite et société civile         |                                         |
|     | Alexandre Thebault     | DVD   | Républicains, divers droite et société civile         |                                         |
|     | Richard Thiriet        | DVD   | Républicains, divers droite et société civile         | Conseiller municipal de Nantes          |
|     | Mahaut Bertu           | PS    | Le Printemps des Pays de la Loire                     | 6e adjointe à la maire de Nantes        |
|     | Christophe Clergeau    | PS    | Le Printemps des Pays de la Loire                     |                                         |
|     | Dominique Deniaud      | DVG   | Le Printemps des Pays de la Loire                     |                                         |
|     | Véronique Mahé         | PCF   | Le Printemps des Pays de la Loire                     | Conseillère municipale de Saint-Joachim |
|     | Éric Provost           | PS    | Le Printemps des Pays de la Loire                     | Conseiller municipal de Saint-Nazaire   |
|     | Thierry Violland       | PS    | Le Printemps des Pays de la Loire                     |                                         |
|     | William Aucant         | LFI   | L’Écologie ensemble, solidaire et citoyenne           |                                         |
|     | Pascale Hameau         | EÉLV  | L’Écologie ensemble, solidaire et citoyenne           |                                         |
|     | Sabine Lalande         | PD!   | L’Écologie ensemble, solidaire et citoyenne           |                                         |
|     | Franck Nicolon         | EÉLV  | L’Écologie ensemble, solidaire et citoyenne           | Conseiller municipal de Clisson         |
|     | Gaëlle Rougeron        | GÉ    | L’Écologie ensemble, solidaire et citoyenne           |                                         |
|     | Barbara Nourry         | UDI   | Union centriste                                       | Maire de Saint-Mars-du-Désert           |
|     | Maurice Perrion        | UDI   | Union centriste                                       | Maire de Ligné                          |
|     | Claire Theveniau       | DVD   | Union centriste                                       | Maire de Puceul                         |
|     | Pauline Weiss          | UDI   | Union centriste                                       | Conseillère municipale de Nantes        |
|     | Gauthier Bouchet       | RN    | Rassemblement National                                |                                         |
|     | Hervé Juvin            | NI    | Rassemblement National jusqu'en 2022 puis Non-inscrit | Député européen                         |
|     | Éléonore Revel         | RN    | Rassemblement National                                |                                         |
|     | Sophie Cascarino       | TdP   | Démocrates et progressistes                           | Conseillère municipale de Vallet        |
|     | François de Rugy       | LREM  | Démocrates et progressistes                           |                                         |
|     | Stéphane Gachet        | LREM  | Démocrates et progressistes                           |                                         |

## Mandature 2015-2021

### Liste des conseillers régionaux
| Nom | Nom                   | Parti                         | Groupe                                                                                    | Autres mandats                                                                                                 |
| --- | --------------------- | ----------------------------- | ----------------------------------------------------------------------------------------- | --- |
|     | Samuel Potier         | FN                            | Rassemblement national des PDL puis Alliance des PDL - Traditions et Libertés (oct. 2019) | |
|     | Brigitte Nédélec      | FN                            | Rassemblement national des PDL                                                            | |
|     | Jean-Claude Blanchard | FN                            | Rassemblement national des PDL puis Alliance des PDL - Traditions et Libertés (oct. 2019) | Conseiller municipal de Saint-Nazaire                                                                          |
|     | Marguerite Lussaud    | FN                            | Rassemblement national des PDL puis Alliance des PDL - Traditions et Libertés (oct. 2019) | Conseillère municipale de Paimbœuf                                                                             |
|     | Laurence Garnier      | LR                            | Les Républicains et apparentés                                                            | Conseillère municipale et métropolitaine de Nantes                                                             |
|     | Maurice Perrion       | UDI                           | Union centriste                                                                           | Maire de Ligné                                                                                                 |
|     | Barbara Nourry        | UDI                           | Union centriste                                                                           | Maire de Saint-Mars-du-Désert                                                                                  |
|     | Christophe Priou      | LR                            | Les Républicains et apparentés                                                            | |
|     | Claire Hugues         | LR                            | Les Républicains et apparentés                                                            | |
|     | François Pinte        | LR                            | Les Républicains et apparentés                                                            | Conseiller municipal et métropolitain de Nantes                                                                |
|     | Laurent Dejoie        | LR                            | Les Républicains et apparentés                                                            | |
|     | Christine Guerriau    | LR                            | Les Républicains et apparentés                                                            | |
|     | Franck Louvrier       | LR                            | Les Républicains et apparentés                                                            | Conseiller municipal de La Baule-Escoublac puis maire à partir du 5 juillet 2020                               |
|     | Marie-Cécile Gessant  | UDI                           | Union centriste                                                                           | |
|     | Alain Hunault         | LR                            | Les Républicains et apparentés                                                            | |
|     | Nathalie Poirier      | DVD                           | Les Républicains et apparentés                                                            | |
|     | Xavier Rineau         | LR                            | Les Républicains et apparentés                                                            | Conseiller Municipal du Pallet, Vice-président de la Communauté de communes Sèvre et Loire.                    |
|     | Jean-Michel Buf       | UDI                           | Union centriste                                                                           | Maire de Blain                                                                                                 |
|     | Stéphanie Houël       | DVD                           | Les Républicains et apparentés                                                            | Conseillère municipale de Nantes                                                                               |
|     | Johann Boblin         | LR                            | Les Républicains et apparentés                                                            | Maire de La Chevrolière                                                                                        |
|     | Anne-Sophie Guerra    | UDI                           | Union centriste                                                                           | Conseillère municipale de Nantes                                                                               |
|     | Sébastien Pilard      | LR                            | Les Républicains et apparentés                                                            | |
|     | Isabelle Mérand       | UDI                           | Union centriste                                                                           | Conseillère municipale de Saint-Sébastien-sur-Loire                                                            |
|     | Christophe Clergeau   | PS                            | Socialiste, écologiste, radical et républicain                                            | |
|     | Violaine Lucas        | PS puis Place publique        | Socialiste, écologiste, radical et républicain                                            | |
|     | Franck Nicolon        | EELV                          | Écologiste et citoyen                                                                     | Conseiller municipal de Clisson.                                                                               |
|     | Viviane Lopez         | DVG                           | Socialiste, écologiste, radical et républicain                                            | |
|     | Jean-Claude Charrier  | DVG                           | Socialiste, écologiste, radical et républicain                                            | |
|     | Ina Sy                | PS                            | Socialiste, écologiste, radical et républicain                                            | |
|     | Thierry Violland      | PS                            | Socialiste, écologiste, radical et républicain                                            | |
|     | Pascale Debord        | EELV puis La France insoumise | Écologiste et citoyen puis Non-inscrite                                                   | |
|     | Eric Thouzeau         | PS                            | Socialiste, écologiste, radical et républicain                                            | |
|     | Emmanuelle Bouchaud   | FD puis LREM                  | Socialiste, écologiste, radical et républicain puis La Région en Marche                   | |
|     | Christophe Dougé      | EELV                          | Écologiste et citoyen                                                                     | Maire de La Boissière-sur-Èvre puis de Montrevault-sur-Èvre et vice-président de Mauges Communauté (mai 2020). |
|     | Delphine Coat-Prou    | PS                            | Socialiste, écologiste, radical et républicain                                            | |

### Modification en cours de mandat
|  | Identité            | Étiquette | Groupe          | Autres mandats                                                     | Raisons                                                                                |
|  | ------------------- | --------- | --------------- | ------------------------------------------------------------------ | -------------------------------------------------------------------------------------- |
|  | Patricia Gallerneau | Modem     | Union centriste | Députée de la 2e circonscription de Vendée (à partir de juin 2017) | Démissionne une fois élue députée afin de tenir un engagement de campagne (mars 2018). |

## Mandature 2010-2015
Le département de la Loire-Atlantique compte  trente-cinq conseillers régionaux sur les quatre-vingt-treize élus qui composent l'assemblée du conseil régional des Pays de la Loire issus des élections des 14 et 21 mars 2010.
Les 35 conseillers régionaux sont répartis en douze élus du Parti socialiste, sept d'Europe Écologie (dont quatre verts), six de l'Union pour la majorité présidentielle, trois du Parti communiste français, une du  Mouvement pour la France, une du Parti radical de gauche, un du Nouveau Centre, un de l'Alliance centriste, un de Cap21, une du Mouvement républicain et citoyen et une du Parti chrétien-démocrate.

### Liste des conseillers régionaux
| Nom | Nom                  | Parti | Groupe                            | Autres mandats                                                                  |
| --- | -------------------- | ----- | --------------------------------- | ------------------------------------------------------------------------------- |
|     | Gilles Bontemps      | PCF   | Parti communiste français         | Conseiller municipal de Saint-Herblain                                          |
|     | Emmanuelle Bouchaud  | Vert  | Europe Écologie – Les Verts       |                                                                                 |
|     | Jocelyn Bureau       | PS    | Socialiste radical et républicain | Adjoint au maire de Saint-Herblain                                              |
|     | Sandra Bureau        | MPF   | Opposition régionale              |                                                                                 |
|     | Christophe Clergeau  | PS    | Socialiste radical et républicain | Adjoint au maire de Sainte-Luce-sur-Loire                                       |
|     | Laurent Dejoie       | UMP   | Union pour un mouvement populaire | Maire de Vertou                                                                 |
|     | Olivier Deschanel    | AC    | UDI - Alliance centriste          | Adjoint au maire de Carquefou                                                   |
|     | Christophe Dougé     | EÉ    | Europe Écologie – Les Verts       |                                                                                 |
|     | Alain Gralepois      | PS    | Socialiste radical et républicain |                                                                                 |
|     | Christine Guerriau   | UMP   | Union pour un mouvement populaire |                                                                                 |
|     | Michel Hunault       | NC    | UDI - Nouveau Centre              | Député de la 6e circonscription de la Loire-Atlantique (jusqu'en 2012)          |
|     | Liliane Jean         | PS    | Socialiste radical et républicain |                                                                                 |
|     | Sophie Jozan         | UMP   | Union pour un mouvement populaire | Conseillère municipale de Nantes                                                |
|     | Adeline L'Honen      | PS    | Socialiste Radical et Républicain |                                                                                 |
|     | Chloé Le Bail        | PS    | Socialiste radical et républicain |                                                                                 |
|     | Geneviève Lebouteux  | EÉ    | Europe Écologie – Les Verts       |                                                                                 |
|     | Franck Louvrier      | UMP   | Union pour un mouvement populaire | Conseiller en communication de Nicolas Sarkozy (jusqu'en 2012)                  |
|     | Jean-Philippe Magnen | Vert  | Europe Écologie – Les Verts       |                                                                                 |
|     | Véronique Mahé       | PCF   | Parti communiste français         | Conseillère municipale de Saint-Joachim                                         |
|     | Hedia Manai Bauchet  | EÉ    | Socialiste radical et républicain |                                                                                 |
|     | Laurent Martinez     | EÉ    | Europe Écologie – Les Verts       |                                                                                 |
|     | Marylène Mazzorana   | PRG   | Socialiste radical et républicain |                                                                                 |
|     | Christine Meyer      | MRC   | Socialiste radical et républicain | Conseillère municipale de Nantes, conseillère communautaire de Nantes Métropole |
|     | Patrick Naizain      | Vert  | Europe Écologie – Les Verts       |                                                                                 |
|     | Catherine Piau       | PS    | Socialiste radical et républicain |                                                                                 |
|     | François Pinte       | UMP   | Union pour un mouvement populaire | Conseiller municipal de Nantes                                                  |
|     | Nathalie Poirier     | PCD   | Union pour un mouvement populaire | Adjointe au maire d'Ancenis                                                     |
|     | Monique Rabin        | PS    | Socialiste radical et républicain | Maire de Saint-Philbert-de-Grand-Lieu                                           |
|     | Joëlle Remoissenet   | Vert  | Europe Écologie – Les Verts       |                                                                                 |
|     | Fabienne Renaud      | PS    | Socialiste radical et républicain |                                                                                 |
|     | Danielle Rival       | UMP   | Union pour un mouvement populaire | Maire de Batz-sur-Mer                                                           |
|     | Aymeric Seassau      | PCF   | Parti communiste français         | Adjoint au maire et conseiller métropolitain de Nantes                          |
|     | Ina Sy               | PS    | Socialiste radical et républicain | Conseillère municipale de Rezé                                                  |
|     | Éric Thouzeau        | PS    | Socialiste radical et républicain |                                                                                 |
|     | Dominique Tremblay   | PS    | Socialiste radical et républicain |                                                                                 |

### Démissions en cours de mandat
|  | Identité           | Étiquette | Groupe                            | Autres mandats                        | Raisons                 |
|  | ------------------ | --------- | --------------------------------- | ------------------------------------- | ----------------------- |
|  | Monique Rabin      | PS        | Socialiste radical et républicain | Maire de Saint-Philbert-de-Grand-Lieu | Élue députée (cumul)    |
|  | Fabrice Roussel    | PS        | Socialiste radical et républicain | Maire de La Chapelle-sur-Erdre        | Raisons professionneles |
|  | Yannick Vaugrenard | PS        | Socialiste radical et républicain |                                       | Élu sénateur (cumul)    |